# Oberto (opera)

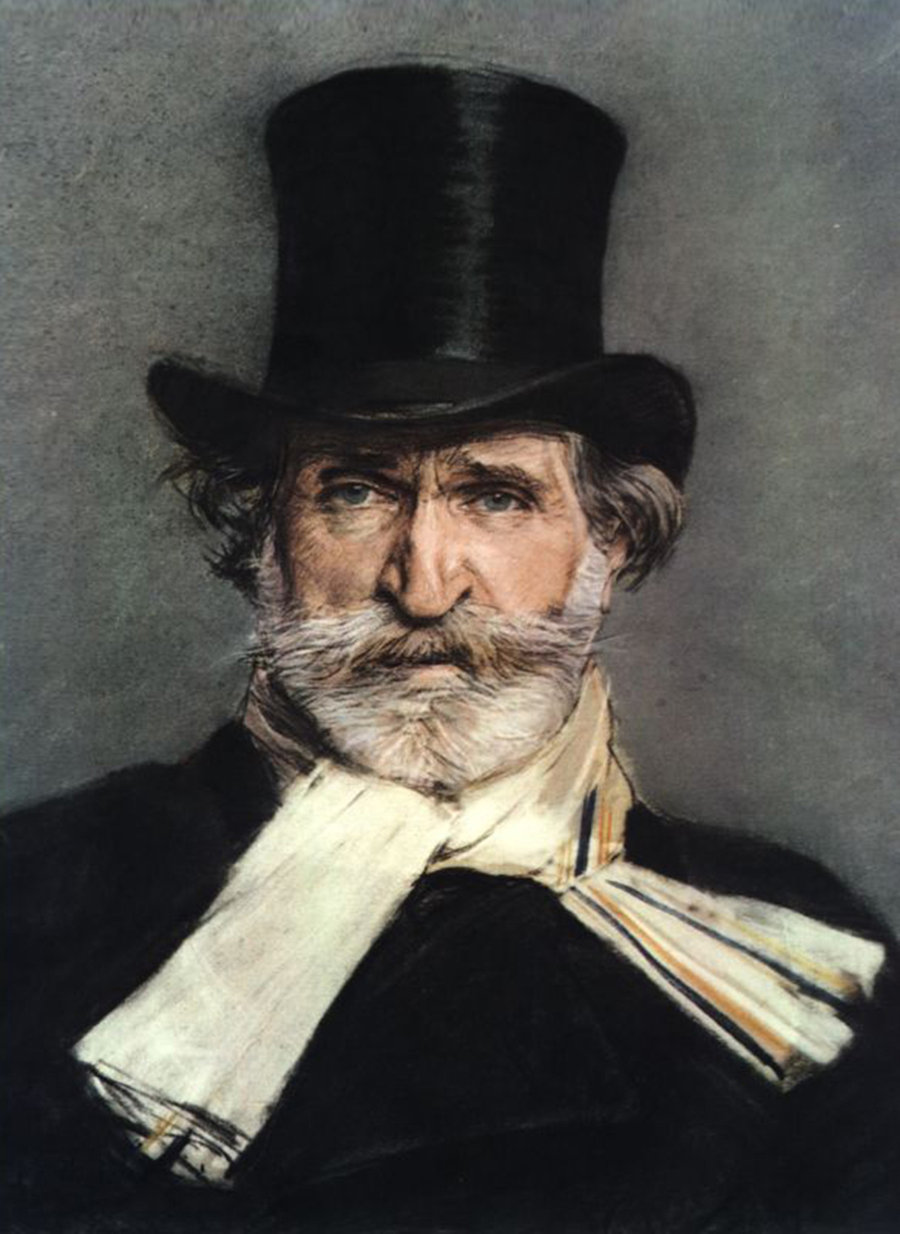
Giuseppe Verdi

Oberto, Conte di San Bonifacio is een opera in twee bedrijven van Giuseppe Verdi op een Italiaans libretto van Temistocle Solera, gebaseerd op een libretto van Antonio Piazza. Het was Verdi's eerste opera en de première vond plaats in Teatro alla Scala, Milaan, op 17 november 1839.

## Rolverdeling
- Cuniza, zuster van Ezzelino da Romano - mezzosopraan
- Imelda, haar vertrouwelinge - mezzosopraan
- Riccardo, Graaf van Salinguerra - tenor
- Oberto, Graaf van San Bonifacio - bas
- Leonora, zijn dochter - sopraan
- Ridders, adellijke dames, vazallen

## Synopsis
Riccardo, die verloofd is met Cuniza, verleidt Leonora, de dochter van Graaf Oberto. Als die ontdekt wat er gebeurd is verstoot hij haar uit zijn familie. Cuniza meent dat deze zaak niet op deze manier dient te worden aangepakt, geeft haar liefde voor Riccardo op, zodat deze Leonora’s eer kan redden door met haar te trouwen. Oberto op zijn beurt daagt Riccardo uit voor een duel om om de eer van de familie te redden, maar hij verliest het duel en sterft. Leonora, wanhopig en ontroostbaar door alles wat heeft plaatsgevonden als gevolg van haar zwakte voor Riccardo, pleegt zelfmoord.

## Belangrijke aria’s
- Son fra voi! Già sorto è il giorno...Già parmi udire il fremito - Riccardo in het eerste bedrijf, scène 1
- Sotto il paterno tetto...Oh potessi nel mio core - Leonora in het eerste bedrijf, scène 1
- L'orror del tradimento...M tu superbo giovane - Oberto in het eerste bedrijf, scène 2
- Parmi che al fin quest' anima...Da tanta gioia assorta - Cuniza in het eerste bedrijf, scène 2
- Oh, chi torna l'ardente pensiero?...Più che i vezzi e lo splendore - Cuniza in het tweede bedrijf, scène 1
- Ciel che feci? - Riccardo in het tweede bedrijf, scène 2

## Geselecteerde opnamen
| Jaar | Bezetting (Oberto, Leonora, Cuniza, Riccardo)                        | Dirigent, Operagezelschap en orkest                                                    | Label                              |
| ---- | -------------------------------------------------------------------- | -------------------------------------------------------------------------------------- | ---------------------------------- |
| 1989 | Rolando Panerai, Ghena Dimitrova, Ruza Baldani, Carlo Bergonzi       | Lamberto Gardelli, Koor en orkest van het Symphonieorchester des Bayerischen Rundfunks | Audio CD: Orpheus ASIN: B00000598O |
| 1997 | Samuel Ramey, Maria Guleghina, Violetta Urmana, Stuart Neil          | Sir Neville Marriner, Academy of St. Martin in the Fields                              | Audio CD: Philips Cat: 454 472-2   |
| 2007 | Ildar Abdrazakov, Evelyn Herlitzuis, Marianne Cornetti, Carlo Ventre | Yves Abel, Orquestra Sinfonica del Principado de Asturias, Koor van de Opéra de Bilbao | DVD: Opus Arte Cat: OA 0982 D      |

Noot: "Cat:" is een afkorting voor catalogusnummer van het label; "ASIN" is een referentienummer van amazon.com.